# MicroProse
MicroProse是美國電子遊戲開發商、發行商，由傑夫·布里格斯、比尔·斯蒂利和安迪·霍利斯於1982年創立。公司作品有文明系列、幽浮系列等，內部開發作品主要為交通工具模拟游戏和战略游戏。
1993年，該公司失去了大部分英國員工，並成為 Spectrum HoloByte 的子公司。隨後裁員和公司政策導致席德·梅爾、傑夫·布里格斯和比尔·斯蒂利離開並於1996年成立 Firaxis Games，同時 MicroProse 關閉了位於德克萨斯州奧斯汀的前 Simtex 開發工作室。在1998年，在 GT Interactive 嘗試收購失敗後，陷入困境的 MicroProse (Spectrum HoloByte) 成為 Hasbro Interactive 的全資子公司，其位於加州阿拉米達和北卡羅來納州教堂山的開發工作室於次年關閉。在2001年，MicroProse 作為實體公司不再存在，Hasbro Interactive 將 MicroProse 智慧財產權出售給 Infogrames Entertainment, SA。 MicroProse UK 位於奇平索德伯里的前總部於 2002 年關閉，位於马里兰州亨特谷的公司前總部也於 2003 年關閉。
2007 年，Interactive Game Group 從 Atari Interactive（前身 Infogrames）收購該品牌後得以復興。 MicroProse 品牌被授權給 Legacy Engineering Group 用於消費性電子產品。 Cybergun 在 2010 年至 2018 年間擁有 MicroProse 品牌，隨後由與比尔·斯蒂利合作的大衛·拉格蒂收購。

## 遊戲
MicroProse 的遊戲包括 Falcon 4.0 (1998).